# Nodul rutier Freyming
Nodul rutier Freyming este un nod rutier situat pe teritoriul localității Betting, lângă Freyming-Merlebach (Moselle), la 2 kilometri de granița franco-germană. Este alcătuit dintr-un ansamblu de bretele și două sensuri giratorii. Nodul permite ramificarea de pe autostrada A4 (Paris–Strasbourg) către Forbach și Saarbrücken prin autostrada A320, pe de o parte, și asigură deservirea locală, pe de altă parte.
Nodul rutier a fost creat în 1976 pe autostrada A32 de la acea vreme, între Metz și Saarbrücken, pentru a o conecta la o nouă autostradă numită A34, în direcția Strasbourg. În 1982, tronsoanele de la Freyming ale A32 către Metz și ale A34 către Strasbourg au fost redenumite A4. În 1996, tronsonul rămas al A32 către Saarbrücken a fost redenumit A320.

## Drumuri deservite
- autostrada A4, care leagă Paris de Strasbourg;
- autostrada A320, către Forbach și Saarbrücken;
- RD 603 (fosta RN 3), axa Metz–Forbach;
- RD 80, care asigură deservirea locală a localităților Freyming-Merlebach și Betting.